# Zbigniew Piasecki (duchowny)
Zbigniew Piasecki (ps. Władysław Bugaj, ur. 7 maja 1916 w Przydrujsku, zm. 28 sierpnia 2011 w Warszawie) – polski duchowny katolicki, kompozytor, chórmistrz i pedagog muzyczny.

## Życiorys
Pochodził z umuzykalnionej rodziny. Matka była nauczycielką, a ojciec organistą. Kształcił się początkowo pod okiem ojca, a maturę zdał w 1936. W tym samym roku wstąpił do Seminarium Duchownego w Siedlcach. Święcenia kapłańskie otrzymał 17 stycznia 1943 z rąk Czesława Sokołowskiego, po przerwie w działalności uczelni spowodowanej zawieszeniem szkoły przez okupantów hitlerowskich. Przez następne trzy lata pracował jako wikariusz w diecezji siedleckiej. W 1952 został inkardynowany do archidiecezji warszawskiej. 
W 1945 przeprowadził się do Warszawy, gdzie kontynuował studia teologiczne. Pracę magisterską (Spowiedź a kształcenie charakteru) obronił w 1951. Od 1946 do 1970 pracował jako duszpasterz środowisk młodzieżowych. Łącznie ze studiami teologicznymi rozpoczął w 1945 studia na Wydziale Pedagogicznym Państwowej Wyższej Szkoły Muzycznej w Warszawie, które ukończył w 1951 z tytułem artysty muzyka w zakresie instruktorsko-nauczycielskim. W latach 1955–1960 kontynuował studia na tej samej uczelni, na Wydziale Kompozycji, Teorii i Dyrygentury w klasie prof. Tadeusza Szeligowskiego. Ukończył je pracą dyplomową, kompozycją Missa Regina Poloniae na czterogłosowy chór mieszany a capella. Dyplom uzyskał w 1960. 
Został wikariuszem w parafii św. Teresy od Dzieciątka Jezus w Warszawie, następnie w parafii  Najświętszego Zbawiciela w Warszawie, zaś w 1964 mianowano go duszpasterzem akademickim Warszawy. Zamieszkał wówczas przy kościele św. Anny w Warszawie. W 1964 założył Warszawski Chór Międzyuczelniany, który prowadził do 1967 (był opiekunem, dyrygentem i kierownikiem artystycznym). Został wykładowcą w Studium Liturgiczno-Muzycznym w Aninie, a od 1968 na katedrze muzykologii Wydziału Teologicznego Akademii Teologii Katolickiej w Warszawie. Prowadził zajęcia z zakresu kontrapunktu, czytania partytur, instrumentacji oraz instrumentoznawstwa. Doktoryzował się na tej uczelni w 1973 (praca: Psalm responsoryjny jako aktualizacja czytań mszalnych napisana pod kierunkiem prof. Stanisława Grzybka). Do przejścia na emeryturę w 1980 pozostawał adiunktem na ATK. W 1968 założył Chór Akademii Teologii Katolickiej, którego był dyrygentem i kierownikiem artystycznym do emerytury (jego następcą był prof. Kazimierz Szymonik). 
Jako emeryt był rezydentem w parafii Dzieciątka Jezus w Warszawie. W ostatnich latach życia ciężko chorował i nie mógł opuszczać swojego mieszkania. Mimo to intensywnie w tym okresie komponował, przede wszystkim utwory jednogłosowe.
Zmarł 28 sierpnia 2011 i 31 sierpnia po mszy pogrzebowej w kościele Dzieciątka Jezus na Żoliborzu został pochowany w grobie rodzinnym na cmentarzu czerniakowskim.

## Dzieła
- Motety polskie (1974): zbiór utworów trzygłosowych,
- Panu memu śpiewać będę (1997): śpiewnik autorski,
- Będę śpiewać Bogu (2010): śpiewnik[1].

Był autorem pieśni religijnych: Czekam na Ciebie, Jezu mój dobry, A pod krzyżem Matka stała, Alleluja!, Biją dzwony, Czego chcesz od nas, Panie, Gdzie miłość wzajemna i dobroć, Jam jest pasterz dobry, Miłujcie się wzajemnie, Panie umocnij wiarę naszą.

## Odznaczenia
- 2009 odznaczony przez prezydenta Lecha Kaczyńskiego Krzyżem Komandorskim Orderu Odrodzenia Polski[5]